# Дарья (приток Чусовой)
Да́рья (в верховье — Больша́я Да́рья) — река на Среднем Урале, начинающаяся в административно-территориальной единице «город Нижний Тагил» и протекающая в основном по землям Шалинского района Свердловской области. Длина реки составляет 57 км, площадь водосбора — 355 км. Правый приток Чусовой.

## Наименование
Возможно происхождение названия реки от иранского дарьё — «река» через посредство тюркских языков. Другой вариант — из мансийского языка (я/е — «река», дар — усечённое тарыг — «сосна» или таарыг — «журавль»).
Слово «Дарья» также содержится в наименовании некоторых рек-притоков Дарьи: Северной Дарьи и Малой Дарьи. До слияния с последней сама река Дарья называется Большой Дарьей.

## География
Река Дарья протекает по западному склону Уральского хребта, в горно-лесистой местности. Русло Дарьи извилистое. Средняя скорость течения в низовьях — 0,9 м/с.
Единственный населённый пункт на реке Дарье — посёлок городского типа Староуткинск, расположенный при её впадении в Чусовую. Нижнее течение Дарьи находится на землях природного парка «Река Чусовая».

### Притоки
Притоки реки Дарьи от устья, за исключением безымянных:
- Волчица (правый);
- Вогулка (правый, впадает в 13 км от устья[4]);
- Талица (правый, впадает в 16 км от устья[4]);
- Ямная (правый);
- Чертовка (правый);
- Шариха (левый);
- Северная Дарья (правый, впадает в 38 км от устья[4]);
- Малая Дарья (левый).

### Русло
Река начинается небольшим ручейком в южной части муниципального образования «город Нижний Тагил» и одноимённой административно-территориальной единицы Свердловской области, приблизительно в 4 километрах к западу от горы Шишим. Высота истока над уровнем моря — 480 метров. В верховье река называется Большой Дарьей и течёт преимущественно с севера на юг. Принимая в верховьях сразу несколько небольших притоков, река становится шире. На правом берегу Большой Дарьи расположен хребет Дарьинские горы.
Менее чем в 5 километрах от истока река пересекает межмуниципальную границу муниципального образования «город Нижний Тагил» и городского округа Староуткинск, которая одновременно является частью межрайонной границы административно-территориальной единицы «город Нижний Тагил» и Шалинского района соответственно. Бо́льшая часть русла реки расположена на шалинских землях.
Напротив урочища Фёклина Большая Дарья принимает левый приток — Малую Дарью, с которой сливается в единую реку Дарью. Далее Дарья принимает правый приток — Северную Дарью. В районе Дарьи и Северной Дарьи проходит участок бывшей узкоколейной железной.
Примерно на трети своего пути Дарья постепенно поворачивает направо, меняя направление сначала на западное, затем — на северное. Примечательно, что почти в самой южной широте, где протекает Дарья, её левый берег почти соприкасается с правым берегом другого правого притока Чусовой — реки Трёки. В данной местности Трёка стремится сначала на север, затем на запад и на юг, будто отзеркаливает Дарью.
После поворота на северное направление Дарья справа принимает ещё ряд притоков. На левом берегу Дарьи находятся высокие горы, цепь которых завершает гора Сабик. Её Дарья огибает с востока, севера и запада и далее течёт в юго-западном направлении.
В посёлке Староуткинске Дарья впадает в Чусовую. Через реку в посёлке есть единственный автомобильный мост на улице Чапаева. Одна из улиц Староуткинска, выходящая к берегу реки Дарьи, получила соответствующее название — Дарьинская.

## Данные водного реестра
По данным государственного водного реестра России, река Дарья относится к Камскому бассейновому округу. Водохозяйственный участок реки — Чусовая от города Ревды до в/п посёлка Кына, речной подбассейн Камы до Куйбышевского водохранилища (без бассейнов рек Белой и Вятки), речной бассейн Камы.
Код объекта в государственном водном реестре — 10010100612111100010454.

## Сплав
Дарья — сплавная река. Сплав по ней возможен в среднем и нижнем течении при достаточном уровне воды. Категория сложности — 2. Основные препятствия при сплаве: шиверы, завалы, «расчёски».

## Ихтиофауна
В реке Дарье можно встретить такие виды рыбы, как голавль, чебак, хариус и др.